# IC 1275
Région HII
IC 1275 est une nébuleuse en émission dans la constellation du Sagittaire.
- 18h 10m 5,8 s
- -23° 49′ 58″
- Taille : 10'
- Magnitude : assez faible[évasif]

Nébuleuse en émission (ayant en son sein plusieurs zones brillantes).
Cette nébuleuse est dans un champ riche au cœur de la Voie lactée où les objets sont nombreux et souvent spectaculaires. La photographie donne une intéressante image où les zones brillantes contrastent avec des filaments plus sombres sans être noirs pour autant. Les étoiles jeunes et bleutées sont présentes sur le bord de la nébuleuse.